# کودانکیتا

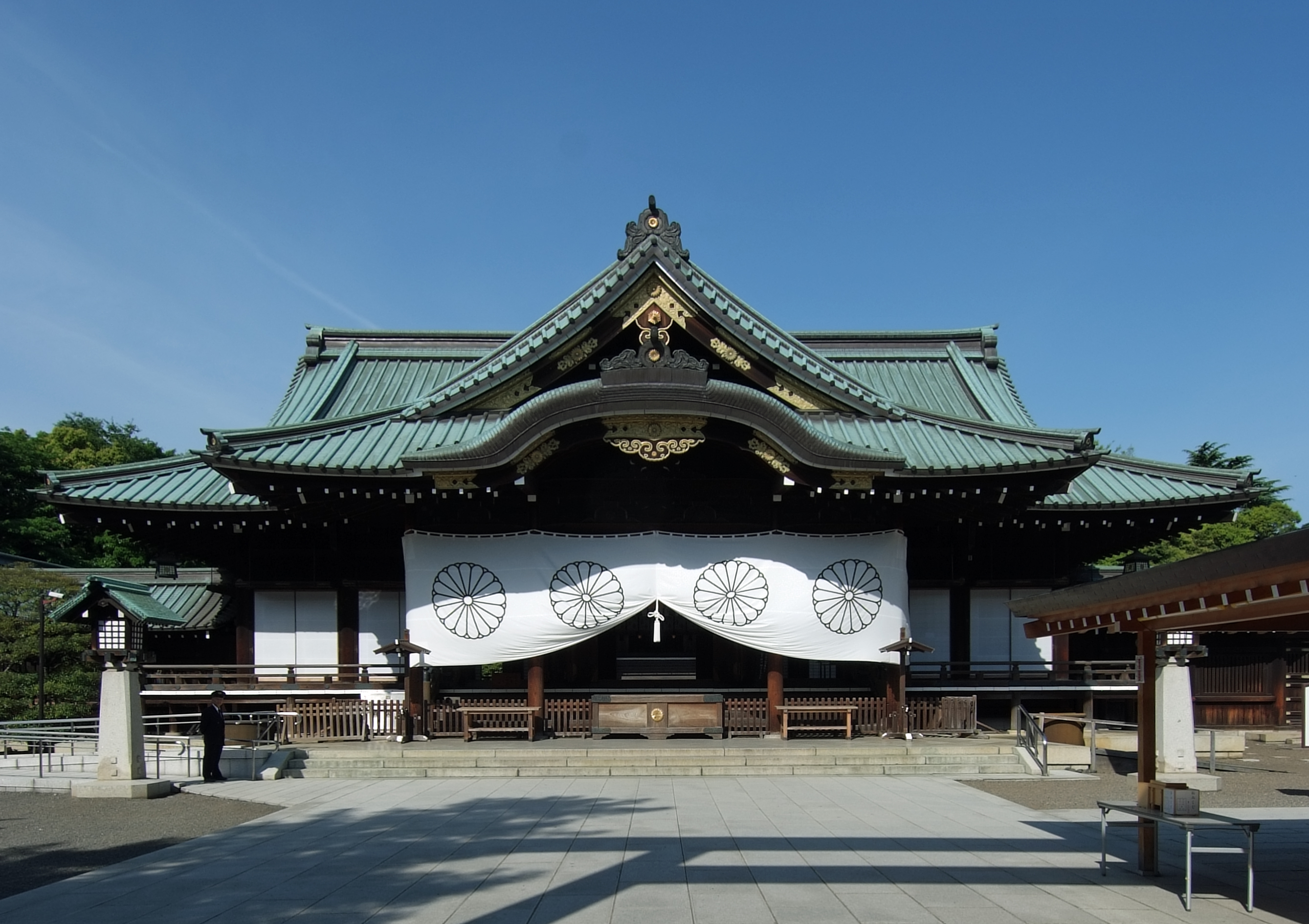
معبد یاسوکونی

کودانکیتا (به ژاپنی: 九段北 Kudankita)، ناحیه ای از چیودا-کو، توکیو، توکیو، ژاپن، متشکل از چهار «چومه» است. بخشی از بند سابق کوجیماچی بود. از اول مارس ۲۰۰۷، جمعیت آن ۱۴۰۴ نفر است. کودانکیتا یک منطقه مسکونی و تجاری لوکس و معتبر است.
معبد یاسوکونی در نزدیکی مرکز ناحیه واقع شده است.
ناحیه کودانشیتا در قسمت شمال غربی بخش چیودا قرار دارد و با ایچیگایا تاماچی، شینجوکو-کو، توکیو هم‌مرز است. همچنین از شرق با نیشی-کاندا و جینبوچو، از جنوب با کودانمینامی و پارک کینانومارو و با فوجیمی و ایداباشی به سمت شمال همسایه است.